# Harriet MacGibbon
Pour les articles homonymes, voir McGibbon.
Harriet Elizabeth MacGibbon, née le 5 octobre 1905 à Chicago (Illinois) et morte le 8 février 1987 à Beverly Hills (Californie), est une actrice américaine (parfois créditée Harriet E. MacGibbon).

## Biographie

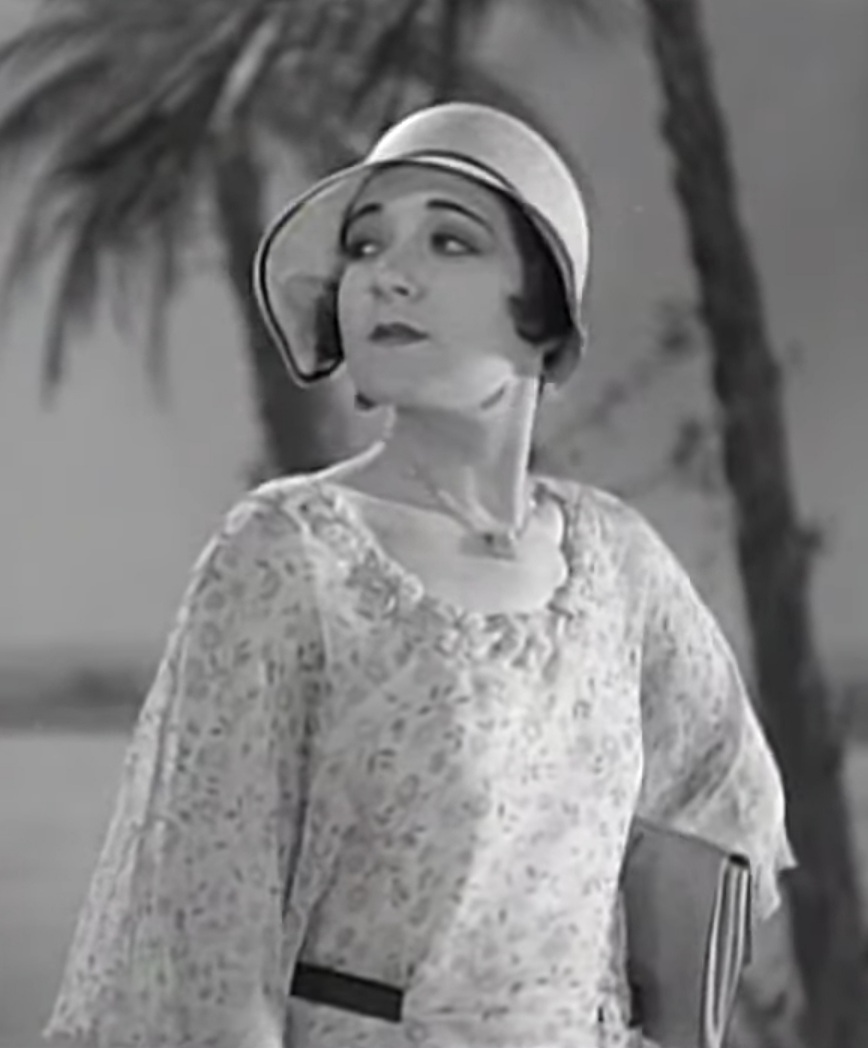
Dans The Golf Specialist (1930)

Harriet MacGibbon étudie le théâtre à l'American Academy of Dramatic Arts de New York et débute à Broadway en 1925, dans Beggar on Horseback (en) de Marc Connelly et George S. Kaufman (avec Spring Byington et Osgood Perkins). Suivent dix autres pièces sur les planches new-yorkaises, dont Two on an Island d'Elmer Rice (1940, avec Luther Adler et Betty Field) et The Ladies of the Corridor de Dorothy Parker et Arnaud d'Usseau (1953, avec Edna Best et Walter Matthau), son avant-dernière pièce à Broadway ; sa dernière est représentée en 1958.
Au cinéma, sa première expérience est un petit rôle non crédité dans le court métrage The Golf Specialist de Monte Brice (1930, avec W. C. Fields et Shirley Grey). Puis elle attend le début des années 1960 pour revenir au grand écran, contribuant à sept films américains durant cette période, dont Opération Geishas de George Marshall (son premier long métrage, 1961, avec Glenn Ford et Donald O'Connor), Les Quatre Cavaliers de l'Apocalypse de Vincente Minnelli (1962, avec Glenn Ford et Ingrid Thulin) et Après lui, le déluge de Robert Stevenson  (1963, avec Fred MacMurray et Nancy Olson). Son avant-dernier film sort en 1965 ; son dernier est Complot de famille d'Alfred Hitchcock (1976, avec Bruce Dern et Barbara Harris).
À la télévision américaine, elle apparaît dans quarante-cinq séries entre 1951 et 1980, dont Schlitz Playhouse of Stars (deux épisodes, 1951-1952), The Beverly Hillbillies (cinquante-cinq épisodes, 1962-1969) et Mannix (un épisode, 1975).
S'ajoutent cinq téléfilms, le premier diffusé en 1961, le dernier en 1979.
Harriet MacGibbon meurt à Beverly Hills en 1987, à 81 ans. Crématisée, ses cendres sont déposées au Forest Lawn Memorial Park d'Hollywood Hills.

## Théâtre à Broadway (intégrale)
- 1925 : Beggar on Horseback (en) de Marc Connelly et George S. Kaufman : Mlle You
- 1926-1927 : Howdy, King de Mark Swan : Helen Bond
- 1928 : Ringside d'Edward E. Paramore, Hyatt Daab et George Abbott, mise en scène de ce dernier : Doris O'Connell
- 1929 : The Marriage Bed d'Ernst Pascal, mise en scène de Robert Milton : Mollie Saunders
- 1929-1930 : Houseparty de Kenneth Phillips Britton et Roy Hargrave : Florence
- 1930-1931 : Midnight de Claire et Paul Sifton, mise en scène de Philip Moeller : Ada Biggers
- 1932 : The Inside Story de George Bryant et Francis M. Verdi : Mme Beekman
- 1933 : Shooting Star de Noel Pierce et Bernard C. Schoenfeld : Hannah / Mme Mercer
- 1938 : Lightnin' de Wincell Smith et Frank Bacon : Mme Harper
- 1940 : Two on an Island de (et mise en scène par) Elmer Rice, musique de scène de Kurt Weill, décors et lumières de Jo Mielziner, costumes d'Helene Pons : Helen Ormont
- 1953 : The Ladies of the Corridor de Dorothy Parker et Arnaud d'Usseau : Mary Linscott
- 1958 : Cloud Seven de Max Wilk : Mme Doubleday

## Filmographie

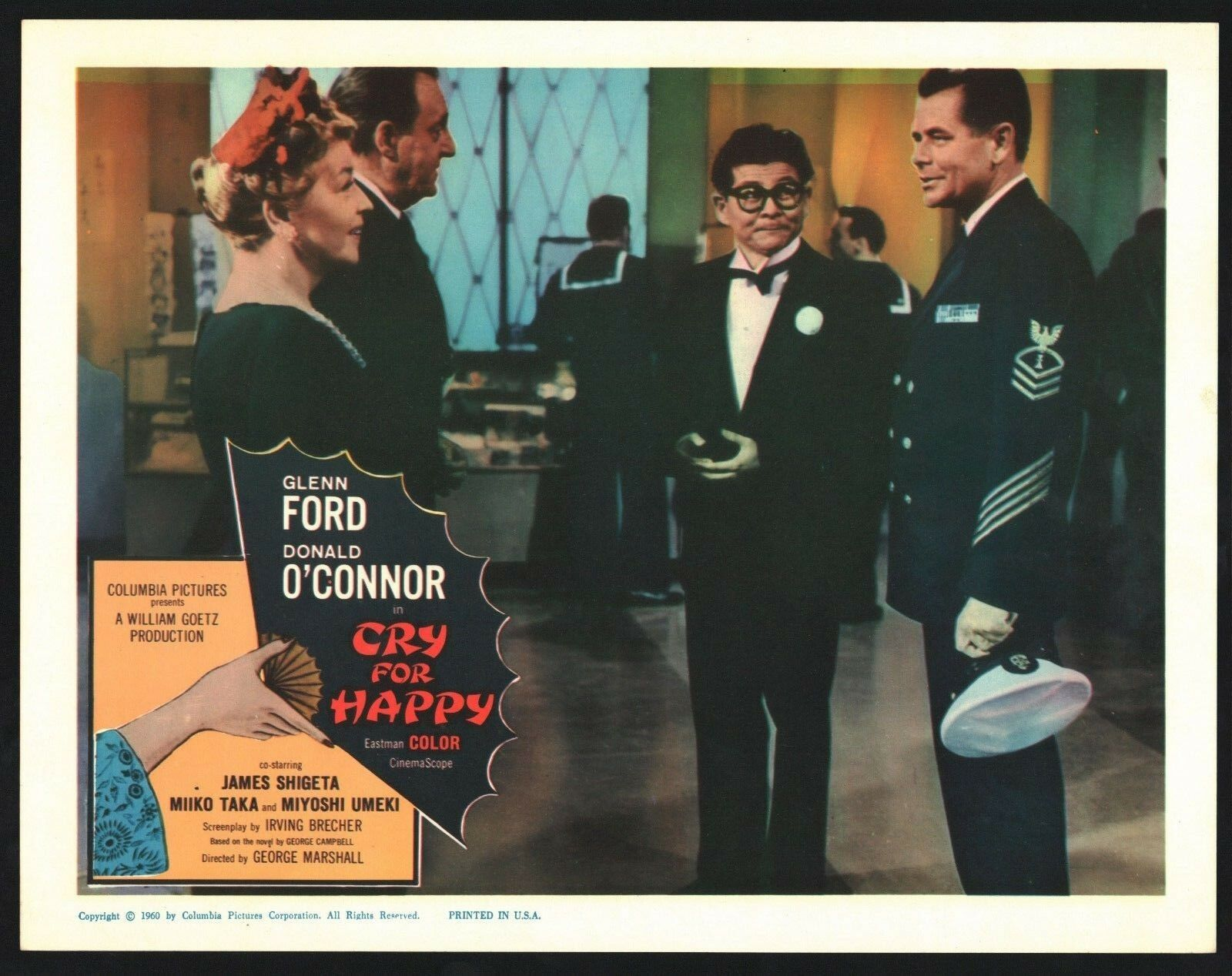
Opération Geishas (1961, poster promotionnel), avec Harriet MacGibbon, Howard St. John, Robert Kino et Glenn Ford (de g. à d.)

### Cinéma (intégrale)
- 1930 : The Golf Specialist de Monte Brice (court métrage) : la femme au chien
- 1961 : Opération Geishas (Cry for Happy) de George Marshall : Mme Bennett
- 1961 : Il a suffi d'une nuit (All in a Night's Work) de Joseph Anthony : la douairière
- 1961 : Monte là-d'ssus (The Absent-Minded Professor) de Robert Stevenson : une invitée de la fête
- 1961 : Le Gentleman en kimono (A Majority of One) de Mervyn LeRoy : Lily Putnam
- 1962 : Les Quatre Cavaliers de l'Apocalypse (The Four Horsemen of the Apocalypse) de Vincente Minnelli : Doña Luisa Desnoyers
- 1963 : Après lui, le déluge (Son of Flubber) de robert Stevenson : Edna Daggett
- 1965 : Le fauve est déchaîné (en) (Fluffy) d'Earl Bellamy : Mme Claridge
- 1976 : Complot de famille (Family Plot) d'Alfred Hitchcock : Mme Cunningham

### Télévision (sélection)

#### Séries
- 1951-1952 : Schlitz Playhouse of Stars, saison 1, épisode 12 Dark Fleece (1951) et épisode 18 Lady with a Will (1952)
- 1959 : Man with a Camera, saison 2, épisode 8 Girl in the Dark : Adele Carrington
- 1960 : Thriller, saison 1, épisode 3 Worse Than Murder de Mitchell Leisen : Myra Walworth
- 1961 : Adèle (Hazel), saison 1, épisode 9 Everybody's Thankful But Us Turkeys de William D. Russell : Mme Baxter
- 1962 : Échec et Mat (Checkmate), saison 2, épisode 14 The Renaissance of Gussie Hill : la comtesse
- 1962 : Route 66 (titre original), saison 2, épisode 30 A Feat of Strength de David Lowell Rich : l'infirmière
- 1962 : Le Jeune Docteur Kildare (Dr. Kildare), saison 2, épisode 12 The Bed I've Made de Don Taylor : Mlle O'Connor
- 1962-1969 : The Beverly Hillbillies, saisons 1 à 8, 55 épisodes : Margaret Drysdale
- 1964 : Ben Casey, saison 4, épisode 8 A Thousand Words Are Mute de John Meredyth Lucas : Mme West
- 1964 : Haute Tension (Kraft Suspense Theatre), saison 2, épisode 11 The Wine-Dark Sea d'Elliot Silverstein : Agatha
- 1969 : Ma sorcière bien-aimée (Bewitched), saison 5, épisode 24 L'aura, l'aura pas ? (The Battle of Burning Oak) : Jessica Morton
- 1969 : La Nouvelle Équipe (The Mod Squad), saison 2, épisode 13 L'Adorable Escroc (Never Give the Fuzz and Even Break) d'Earl Bellamy : Claire
- 1970 : Le Monde merveilleux de Disney (The Wonderful World of Disney ou Disneyland), saison 17, épisodes 4 et 5 The Wacky Zoo of Morgan City (Parts I & II) de Marvin J. Chomsky : Mme Westerfield
- 1972 : Doris Day comédie (The Doris Day Show), saison 4, épisode 24 There's a Horse Thief in Every Family Tree de Norman Tokar : Mme Townsend
- 1975 : Mannix, saison 8, épisode 14 L'Homme piégé (Man in a Trap) de Michael O'Herlihy : Addie

#### Téléfilms
- 1961 : La Seconde Madame Carroll (The Two Mrs. Carrolls) de John Newland : Mme Latham[1]
- 1962 : Life with Archie de Gene Nelson : Mme Finch
- 1964 : Archie de Gene Nelson : Mme Finch
- 1972 : Un juge pas comme les autres (The Judge and Jake Wyler) de David Lowell Rich : l'hôtesse
- 1979 : The Best Place to Be de David Miller

## Note et référence
1. ↑  Rôle tenu par Isobel Elsom dans la version cinéma de 1947, sous le même titre.